# Pterostylis frenchii
Pterostylis frenchii là một loài thực vật có hoa trong họ Lan. Loài này được (D.L.Jones) A.P.Br. mô tả khoa học đầu tiên năm 2007.